# Энглер, Клэр
Клер Энглер (англ. Claire Engler; род. 18 января 2001) — американская актриса. Наиболее известна своей ролью Вайолет в телесериале «Высший класс».
Также снялась в пилотных эпизодах двух сериалов: «Дети других людей» (2011) и The Smart One (2012), но оба пилотных эпизода не вышли в эфир. Помимо этого ещё появилась в двух короткометражных фильмах: «Свинг» (2010) и «10 секунд» (2011).

## Фильмография
| Год       | Название         | Роль          | Примечания                                   |
| --------- | ---------------- | ------------- | -------------------------------------------- |
| 2010      | Свинг            | Тейлор        | Короткометражка                              |
| 2011      | Дети чужих людей | Эмили         | Невыпущенный пилотный эпизод                 |
| 2011      | 10 секунд        | Керолайн Хорн | Короткометражка                              |
| 2012      | The Smart One    | Бейли Купер   | Невыпущенный пилотный эпизод                 |
| 2012-2013 | Высший класс     | Виолет        | Постоянная роль                              |
| 2015      | Остин и Элли     | Дилан         | Эпизод: «Большое открытие и большие надежды» |